# San Marcos Liquidámbar
San Marcos Liquidámbar är en ort i Mexiko.   Den ligger i kommunen San Lucas Zoquiápam och delstaten Oaxaca, i den sydöstra delen av landet, 280 km sydost om huvudstaden Mexico City. San Marcos Liquidámbar ligger 1 860 meter över havet och antalet invånare är 452.
Terrängen runt San Marcos Liquidámbar är kuperad norrut, men söderut är den bergig. Terrängen runt San Marcos Liquidámbar sluttar österut. Runt San Marcos Liquidámbar är det ganska tätbefolkat, med 75 invånare per kvadratkilometer. Närmaste större samhälle är Huautla de Jiménez, 6,3 km öster om San Marcos Liquidámbar. I omgivningarna runt San Marcos Liquidámbar växer i huvudsak städsegrön lövskog.